# Jérémy Roy
Jérémy Roy (Tours, 22 giugno 1983) è un ex ciclista su strada e ciclocrossista francese, professionista dal 2003 al 2018.

## Carriera
Passa professionista nell'agosto 2003 con la fdjeux.com, squadra diretta da Marc Madiot. Solo una settimana prima aveva ottenuto il secondo posto nella prova in linea Under-23 ai campionati europei su strada di Atene.
Nonostante nei primi anni non riesca a cogliere successi, si fa apprezzare all'interno della squadra per le sue ottime qualità di gregario, ma anche per i numerosi piazzamenti che coglie: su tutti il secondo posto nella diciannovesima tappa del Tour de France 2008 quando, dopo una fuga a due, è battuto allo sprint da Sylvain Chavanel.
Nel 2009 ottiene la sua prima vittoria da pro, vincendo la quinta tappa della Parigi-Nizza. Nelle stagioni seguenti si aggiudica anche il Tro-Bro Léon 2010 e il Grand Prix d'Ouverture La Marseillaise 2011, oltre al Premio della combattività al Tour de France 2011.

## Palmarès

### Strada
- 2009 (Française des Jeux, una vittoria)

5ª tappa Parigi-Nizza (Annonay > Vallon-Pont-d'Arc)
- 2010 (FDJ, una vittoria)

Tro-Bro Léon
- 2011 (FDJ, una vittoria)

Grand Prix d'Ouverture La Marseillaise
- 2012 (FDJ-BigMat, una vittoria)

4ª tappa Tour du Limousin (Varetz > Limoges)

#### Altri successi
- 2006 (Française des Jeux)

Classifica giovani Tour de Picardie
- 2011 (FDJ)

Classifica scalatori Tour du Haut-Var
Premio della Combattività Tour de France
Ronde des Korrigans à Camors
- 2013 (FDJ)

Classifica della montagna Critérium International

### Cross
- 2004

Cross di Notre-Dame-d'Oé

## Piazzamenti

### Grandi Giri
- Giro d'Italia

2008: 82º
2017: 73º
2018: 109º
- Tour de France

2008: 118º
2009: 46º
2010: 140º
2011: 86º
2012: 66º
2013: 126º
2014: 57º
2015: 105º
2016: 96º
- Vuelta a España

2005: 82º
2006: 122º
2007: 104º

### Classiche monumento
- Parigi-Roubaix

2004: 93º
- Liegi-Bastogne-Liegi

2007: ritirato
2008: 115º
2009: 117º
2010: 137º
2011: 94º
2012: 87º
2014: 67º
2016: 154º
- Giro di Lombardia

2007: 70º
2012: ritirato
2013: ritirato
2014: 90º
2015: ritirato
2016: ritirato
2017: ritirato
2018: ritirato

### Competizioni mondiali
- Campionati del mondo su strada

Lisbona 2001 - In linea Juniores: 5º
Limburgo 2012 - Cronosquadre: 22º
Limburgo 2012 - Cronometro Elite: 18º
Limburgo 2012 - In linea Elite: ritirato
Toscana 2013 - Cronosquadre: 15º
Toscana 2013 - Cronometro Elite: 29º
Ponferrada 2014 - Cronosquadre: 11º
Richmond 2015 - Cronosquadre: 11º
Doha 2016 - Cronometro Elite: 34º

### Competizioni europee
- Campionati europei

Atene 2003 - In linea Under-23: 2°